# Limopsis uwadokoi
Limopsis uwadokoi is een tweekleppigensoort uit de familie van de Limopsidae. De wetenschappelijke naam van de soort is voor het eerst geldig gepubliceerd in 1951 door Oyama.